# Jakops
JAKOPS（Sakai June-Ho、1986年5月29日 -）は音楽プロデューサー。韓国人の父と日本人の母を持ち、アメリカ・シアトルで生まれ、韓国で育った。
韓国のAilee、Junggigo、Junhyoseongなどのアーティストの作詞・作曲などをした。韓国の5人組K-POPアイドルボーイグループDMTN(달마시안)に2012年に合流し、初デビューを果たした。2年間の活動を終え、2014年にチームは解散、作曲家として活動を始めた。英文名のJAKOPSの意味は、「'JA'pan(日本) + 'KO'rea(韓国) + 'P'roduce by 'S'imon」に因んでいるという。

## プロデューサー
2022年3月18日に初音源を発売したガールグループXGの総括プロデューサーとして活動中。韓国でK-POPアーティストとプロデューサーとして活動したため、ミュージックビデオ製作とダンス練習は親交のある韓国の撮影監督やダンサーたちから諮問を受けて「XG」を管理している。デビュー曲「TippyToes」振り付けは米国ダンサー「SiennaLalau」が作り、「ヒョジンチョイ」が振り付け監督として参加した。
2022年7月11日、XGの活動についてJakopsはメディアとのインタビューで、「XGはK-POP式のトレーニングとシステムを基盤に誕生したグループだが、K-POPでもJ-POPでもないX-POPを追求し、これを通じてK-POPの発展に貢献し、韓国と日本の両国文化に対する理解を深めたい」と述べた。

## 主な作品

### 作詞・作曲
- 2014年
  - JUNG GI GO - Want U(너를 원해)(Feat.Beenzino) 作詞・作曲
  - Ailee - Don't Touch Me(손대지마) 作詞・作曲
  - Ailee - Goodbye Now(이제는 안녕) 作詞・作曲
  - Ailee - Sudden Illness(문득병) 作詞・作曲
  - Ailee - Teardrop 作詞・作曲

- 2015年
  - AMBER - Love Run 作詞・作曲
  - Jun Hyo Seong - Into you(반해) 作詞・作曲

### リリース
- 2009年
  - 7月23日 MC Mong - 《Humanimal》
    - 03. 로반줄아 [로미오를 반대한 줄리엣 아버지] (feat.Simon(of Dalmatian)
    - 07. Dalmatian Love
- 2012年
  - 5月16日 DMTN - 《State Of Emergency》 Mini Album

- 2013年
  - 1月29日 DMTN - 《Safety Zone》 Single Album

- 2015年
  - 8月18日 Jakops - 《Digital Single XXX》[4]

### 海外記事
1. “グローバルプロデューサーJakops、韓国にグローバルコンテンツスタートアップを設立” - Top Daily
2. ”プロデューサーJakops、韓国でグローバルコンテンツスタートアップを構築“ - Herald Corp.
3. “K-POPプロデューサーJakopsがグローバルコンテンツスタートアップを設立” - Kuki News
4. “グローバルプロデューサーJakops、韓国にグローバルコンテンツスタートアップを設立” - Edaily